# تصنيف الفيفا (1999–2006)
نظام تصنيف الفيفا للرجال 1999 - 2006 هو أسلوب حسابي كان يستخدمه الفيفا سابقاً في تصنيف فرق الرجال الوطنية في كرة القدم (كرة القدم). تم تقديم نظام التصنيف من قبل الفيفا عام 1999، كتحديث لنظام سابق، وتم استبداله بعد كأس العالم 2006 بنظام مبسط.
كانت التصنيفات بشكل أساسي هي نفس نظام الدوري، وإن كان على نطاق أكبر وأكثر تعقيدًا. يمكن لكل فريق الفوز بعدد معين من النقاط في كل مباراة، على الرغم من أن عدد النقاط الممنوحة في نظام الدوري يعتمد فقط على نتيجة المباراة، في تصنيفات الفيفا التي يجب أن تؤخذ بعين الاعتبار، حيث أن كل فريق يقوم لا تلعب جميع الفرق الأخرى في المنزل وبعيد كل موسم، كما هو الحال في معظم أنظمة الدوري. بعد منح النقاط، تم تنظيم الفرق بعد ذلك بترتيب تنازلي من خلال عدد النقاط، حيث كان الفريق الأكثر ترتيبًا في الترتيب.
لا تعتمد النقاط المخصصة فقط على ما إذا كان الفريق يفوز، يخسر أو يوجه المباراة، ولكن أيضا على أهمية المباراة وقوة الخصم. أدى الفوز على الخصم الضعيف إلى منح عدد أقل من النقاط من الفوز على لاعب أقوى بكثير. وهذا يعني أن المباراة لن تؤدي إلى تحقيق نقطتين أو ثلاث نقاط للفوز والأخرى بالتعادل، كما هو الحال في معظم مسابقات الدوري الوطني. كان الحساب أكثر تعقيدًا حيث كان عليه دمج العوامل الأخرى المذكورة آنفاً.
أحد التغييرات التي تم إدخالها عندما تم تعديل نظام التصنيف في عام 1999 كان يطلق عليه اسم «توسيع النطاق»، حيث تم ضرب النقاط المعروضة في المباراة تقريبًا بعشرة، مع إضافة المزيد من العوامل. في نظام 1999-2006، يمكن للفرق أن تحصل على ما بين صفر وثلاثين نقطة في مباراة واحدة، وأن قادة التصنيف لديهم أكثر من ثمان مئة نقطة.
نظرة عامة
كان الفيفا مقصوداً بالترتيب لإعطاء ترتيب عادل لجميع الفرق الوطنية لكبار رجال الاتحاد الدولي لكرة القدم. لتصنيف جميع المباريات، تم تسجيل جميع علاماتها وأهميتها، واستخدمت في إجراء الحساب. أدرجت فقط مباريات للمنتخب الوطني لكبار الرجال - استخدمت أنظمة تصنيف منفصلة للجوانب الوطنية التمثيلية الأخرى، مثل فرق النساء والفتيات الصغيرات، على سبيل المثال، تصنيفات الفيفا النسائية العالمية. لم تستخدم الفيفا الصيغة نفسها لتحديد ترتيبها لكرة القدم للسيدات. استند تصنيف النساء إلى إجراء كان نسخة مبسطة من تصنيفات كرة القدم.
لأغراض حساب أهمية المباريات، تم تقسيم كل مباراة إلى واحدة من ست فئات. المسابقات التي لم يتم اعتمادها من قبل الرابطة القارية المناسبة للفيفا تم اعتبارها مباريات ودية. أعطيت كل فئة ترجيح مناسب في الحساب من أجل تضمين الأهمية بشكل صحيح. الفئات الست هي:
مباريات نهائيات كأس العالم
مباريات كأس العالم التمهيدية
مباريات كأس القارات الفيفا
البطولات القارية المباريات النهائية
مباريات بطولة القارية الأولية
مباريات ودية
تم استخدام برنامج كمبيوتر لحساب التصنيف. تم منح النقاط وفقا للمعايير التالية:
الفوز والرسم والخسارة
أهمية المباراة (عامل الضرب)
القوة الإقليمية (عامل الضرب)
من أجل محاولة إزالة الميزة الواضحة المتمثلة في إجراء المزيد من المباريات، تم أخذ أفضل سبع مباريات فقط كل عام في الاعتبار، حيث كان سبعة هو متوسط عدد المباريات التي لعبها الفريق في السنة. أعطيت المباريات الأقدم أهمية متضائلة داخل الحساب، من أجل مكافأة أحدث تشكيلات الفرق لذا أخذت الحسابات بعين الاعتبار فقط أداء الفرق على مدى السنوات الثماني السابقة.
في نهاية كل موسم، حصل الفيفا على جائزتين. فريق العام وأفضل قائد لهذا العام.
الفوز أو الرسم أو الخسارة
في أي نظام من تصنيفات كرة القدم، سيحقق الفوز المزيد من النقاط عن التعادل أو الخسارة. ومع ذلك، حتى يوليو 2006، اعتقد الفيفا أن منح النقاط ببساطة على أساس الفوز أو السحب أو الخسارة لن يفي بمتطلبات نظام تصنيف عالمي موثوق ودقيق.
عدد الأهداف:
عند حساب النقاط، تم أخذ عدد الأهداف في الاعتبار، كما تأثر توزيع النقاط بين الفريقين بقوتها النسبية (أي أن الترتيب الأدنى كان فريقًا مقارنةً بالمنافس، كلما حصلت على نقاط أكثر للهدف المسجل)، وكذلك النقاط التي تم منحها للأهداف المسجلة، تم خصمها من إجمالي الأهداف المرتدة. من أجل تشجيع المزيد من مهاجمة كرة القدم، كانت النقاط المقدمة للأهداف المسجلة مرجحة أكثر بكثير من الاستقطاعات كنتيجة للتنازل، على الرغم من أن معظم الفرق كانت أكثر اهتماما بالبطولة أو المباراة في متناول اليد من مركزها في التصنيف العالمي. عندما تقرر المباراة على ركلات الترجيح، أدرجت فقط تلك الأهداف التي سجلت في وقت اللعب في المجموع.
وللحيلولة دون تحقيق الأهداف «الزائدة»، والأعداد الهائلة من النقاط التي تُمنح في الانتصارات الهابطة، تم إرفاق المزيد من الترجيح بالهدف الأول من كل فريق، وتقليص عدد النقاط بشكل تدريجي عن أي أهداف لاحقة. وقد تم ذلك على أساس أن الأهداف المسجلة كانت مهمة ولكن أهم عامل هو الفوز أو الخسارة، كما هو الحال في مباريات البطولة العادية.
الألعاب المنزلية والبعيدة
لإتاحة العائق الإضافي الذي تكبده اللعب بعيداً عن المنزل، تم منح مكافأة صغيرة من ثلاث نقاط في المباراة للفريق الضيف. بالنسبة للبطولات التي تقام على أرض محايدة، ولكن مع وجود فريق محلي، مثل نهائيات كأس العالم، لم تكن هناك نقاط إضافية.
حالة المباراة
كما تم أخذ أهمية اللعبة النسبية بعين الاعتبار عند حساب النقاط. كانت طريقة دمج هذا في تخصيص نقاط الإجماليات هي ضرب نقاط التطابق بواسطة ترجيح محدد مسبقًا. هذه العوامل كانت:
عامل الترجيح:
مباراة ودية x 1.00
البطولة القارية الأولية x 1.50
مباراة التأهل لكأس العالم 2.50 x
نهائيات بطولة القارية تتطابق 3.00 x
مباراة كأس القارات 3.00 x
نهائيات كأس العالم تتطابق مع4.00 x  عوامل القوة الإقليمية
بسبب الاختلافات الكبيرة في نقاط القوة الوطنية بين القارات، تم وضع عوامل ترجيح سنوياً لكل اتحاد، على أساس الفرق الأعضاء في أداء الاتحاد الكونفدرالي في لقاءات ومسابقات عابرة للقارات. لم تؤخذ جميع المباريات العابرة للقارات بعين الاعتبار، بل كانت تتم فقط بين أقوى 25٪ من الفرق من كل قارة، مع خمسة فرق كحد أدنى من كل قارة. هذه الأخطاء المقلوبة التي يمكن أن تحدث بسبب الأخذ في الاعتبار المباريات التي تغلب فيها فرق قوية نسبياً من كونفدرالية على فرق ضعيفة من فريق آخر.
تم تطبيق الأوزان على شكل عوامل الضرب لفرق من نفس القارة. إذا شاركت فرق من اتحادين مختلفين في مباراة واحدة، كان العامل المطبق هو متوسط الوزنان القاريان. وبالنسبة لعام 2005، تراوحت عوامل الترجيح من 1.00 لفرق الاتحاد الأوروبي لكرة القدم إلى 0.93 لفريق OFC.